# از مرگ تا سرنوشت
از مرگ تا سرنوشت (به انگلیسی: From Death to Destiny) سومین آلبوم استادیویی آلبوم گروه متال‌کور انگلیسی اسکینگ الکزندریا است که در ۶ اوت ۲۰۱۳ توسط سومریان منتشر شد. این آلبوم آخرین آلبوم گروه با صدای دنی ورسناپ بود. این آلبوم ۱۳ دارد.

## ترک لیست
| شماره      | نام                               | مدت   |
| ---------- | --------------------------------- | ----- |
| ۱.         | «برای من دعا نکن»                 | ۴:۴۰  |
| ۲.         | «کشتن تو»                         | ۳:۱۱  |
| ۳.         | «مرگ من»                          | ۴:۱۸  |
| ۴.         | «آزادانه بدو»                     | ۴:۱۰  |
| ۵.         | «دیوار هارا بکشن»                 | ۳:۳۱  |
| ۶.         | «زهر»                             | ۳:۴۶  |
| ۷.         | «ایمان بیار»                      | ۴:۳۱  |
| ۸.         | «جانور»                           | ۳:۱۴  |
| ۹.         | «تب خط سفید»                      | ۳:۴۳  |
| ۱۰.        | «حرکت می‌کنم»                      | ۴:۰۲  |
| ۱۱.        | «جاده»                            | ۳:۲۷  |
| ۱۲.        | «تا پایان (به همراه هاوارد جونز)» | ۵:۱۵  |
| ۱۳.        | «مرگ من (راک میکس) (آهنگ اضافه)»  | ۳:۲۴  |
| مجموع مدت: | مجموع مدت:                        | ۵۰:۵۲ |